# Дмитровское (сельское поселение Селковское)
Дмитровское — деревня в Сергиево-Посадском районе Московской области России, входит в состав сельского поселения Селковское.

## Население
| 1835 | 1850 | 1857 | 1859 | 1895 | 1905 | 1926 | 2002 |
| ---- | ---- | ---- | ---- | ---- | ---- | ---- | ---- |
| 126  | ↗139 | ↗145 | ↗150 | ↗166 | ↘137 | ↗161 | ↘5   |
| 2006 | 2010 |      |      |      |      |      |      |
| ↘4   | ↘3   |      |      |      |      |      |      |

## География
Деревня Дмитровское расположена на севере Московской области, в северо-восточной части Сергиево-Посадского района, примерно в 86 км к северу от Московской кольцевой автодороги и 33 км к северу от станции Сергиев Посад Ярославского направления Московской железной дороги.
В 7 км к западу от деревни проходит автодорога Р104, в 14 км юго-восточнее — Ярославское шоссе М8, в 25 км южнее — Московское большое кольцо А108. Ближайшие населённые пункты — деревни Вонякино, Сальково и Хребтово.

## История
В «Списке населённых мест» 1862 года — казённая деревня 2-го стана Переяславского уезда Владимирской губернии по правую сторону Углицкого просёлочного тракта, от границы Александровского уезда к Калязинскому, в 42 верстах от уездного города и 52 верстах от становой квартиры, при безымянном ручье, с 21 двором и 150 жителями (69 мужчин, 81 женщина).
По данным на 1895 год — деревня Хребтовской волости Переяславского уезда с 166 жителями (89 мужчин, 77 женщин). Основными промыслами населения являлись возка лесного материала и изготовление деревянных ящиков, 8 человек уезжали в качестве фабричных рабочих на отхожий промысел в Москву и Московский уезд.
По материалам Всесоюзной переписи населения 1926 года — деревня Хребтовского сельсовета Хребтовской волости Сергиевского уезда Московской губернии в 11 км от Угличско-Сергиевского шоссе и 43 км от станции Сергиево Северной железной дороги; проживал 161 человек (77 мужчин, 84 женщины), насчитывалось 34 хозяйства (33 крестьянских).
С 1929 года — населённый пункт Московской области в составе:
- Хребтовского сельсовета Константиновского района (1929—1957)[13],
- Хребтовского сельсовета Загорского района (1957—1959)[14],
- Торгашинского сельсовета Загорского района (1959—1963, 1965—1991)[15][16],
- Торгашинского сельсовета Мытищинского укрупнённого сельского района (1963—1965)[16][17],
- Торгашинского сельсовета Сергиево-Посадского района (1991—1994)[17],
- Торгашинского сельского округа Сергиево-Посадского района (1994—2006)[18],
- сельского поселения Селковское Сергиево-Посадского района (2006 — н. в.)[19][20].